# Doris Daou
Doris Daou, född 1964 i Libanon, är en kanadensisk astronom. Hon har tidigare har varit direktör for utbildning och offentligt uppsökande vid NASA Lunar Science Institute och biträdande direktör för Solar System Exploration Research Virtual Institute (SSERVI). För närvarande är hon programkontakt för Nasas "Small Innovative Missions for Planetary Exploration (SIMPLEx)".

## Barndom, ungdom och utbildning
Daous familj flydde från det krigshärjade Libanon när hon var barn, och slog sig ner i Kanada. Daou fick sin utbildning vid Université de Montréal i Quebec, där hon studerade de atmosfäriska parametrarna på variabla stjärnor. Hon har kandidatexamen i fysik och matematik, liksom en Master of Science i astronomi och astrofysik. Hennes doktorsavhandling 1989 hade titeln Études spectroscopiques et paramètres atmosphériques des étoiles ZZ Ceti.

## Karriär
Från Quebec flyttade hon till Baltimore i USA, där hon tillbringade nio år med arbete som rörde rymdteleskopet Hubble. 1999 överfördes Daou till det team som förberedde sig för att starta Spitzerteleskopet. Dauo hjälpte till att grunda Spitzer Space Telescope Research Program for Teachers and Students. Hon har också varit biträdande chef för Ames Research Center. Hon har varit aktivt involverad i Nasas bidragsprogram. Från och med 2018 fortsatte hon sitt arbete som astronom på Nasas högkvarter i Washington, D.C., och är anställd som seniorforskare och som programchef och stabschef för Director of the Planetary Science Division i Science Mission Directorate från 2014.
Hon har arbetat som utbildningsspecialist på Ames Research Center och för Nasas utbildningsprogram. Från 2012 till 2018 arbetade Daou för Internationella astronomiska unionen.